# Werner Schmidt-Hammer (General)
Werner Schmidt-Hammer (* 26. September 1894 in Hartmannsdorf (bei Chemnitz); † 4. Januar 1962 in Landau in der Pfalz) war ein deutscher Generalleutnant im Zweiten Weltkrieg.

## Leben
Schmidt-Hammer heiratete 1936 die Tochter des Unternehmers Edmund Meinel aus Tannenbergsthal. Sie wohnten auf dessen Besitztum Schloss Freienfels in der Gemeinde Freienfels. 

## Militärische Laufbahn
Mit Ausbruch des Ersten Weltkriegs meldete sich Schmidt-Hammer als Freiwilliger zur Sächsischen Armee und diente ab Mitte August 1914 zunächst im 2. Ulanen-Regiment Nr. 18 und ab dem 21. Oktober 1915 als Leutnant der Reserve im Infanterie-Regiment „König Wilhelm II. von Württemberg“ (6. Königlich Sächsisches) Nr. 105. Für seinen Einsatz in der Schlacht um Verdun wurde er am 9. Mai 1916 mit dem Ritterkreuz des Militär-St.-Heinrichs-Ordens beliehen.
Nach Kriegsende erfolgte seine Übernahme in die Reichswehr, wo er u. a. als Chef der 11. Kompanie des 10. (Sächsisches) Infanterie-Regiments fungierte und am 1. Oktober 1929 zum Hauptmann befördert worden war. Mit der Bildung der Wehrmacht ernannte man ihn zum Kommandeur des 1. Bataillons im Infanterie-Regiment 31. Ab dem 1. August 1938 wurde er zum Oberstleutnant befördert.
Zu Beginn des Zweiten Weltkrieges am 1. September 1939 diente er im Infanterie-Regiment 31, wechselte aber im selben Jahr noch zum Infanterie-Regiment 417 und ein Jahr später am 15. Dezember 1940 zum Infanterie-Regiment 456. Am 1. August 1941 wurde er Oberst und erhielt am 11. März 1943 das Deutsche Kreuz in Gold als Kommandeur des Grenadier-Regiments 417. Am 1. Dezember 1943 wurde er Generalmajor und zur 168. Infanterie-Division versetzt.  Ab dem 1. Juni 1944 wurde er als Generalleutnant geführt. Für seine Leistungen wurde ihm am 2. September 1944 das Ritterkreuz des Eisernen Kreuzes verliehen. Am 12. September 1944 übernahm er als Kommandeur erneut die 168. Infanterie-Division. 1945 war er Kommandierender General des LXXII. Armeekorps. 
Bis Oktober 1955 befand Schmidt-Hammer sich in sowjetischer Kriegsgefangenschaft.